# Дубове (Бєлгородський район)
Дубо́ве (рос. Дубовое) — селище в Бєлгородському районі Бєлгородської області, Росія.
Селище розташоване на південній околиці Бєлгорода, посеред лісів. В минулому було радгоспом.
Населення селища становить 5 201 особа (2002).